# 賀陽豊年
賀陽 豊年（かや の とよとし）は、平安時代初期の貴族・文人・漢学者。姓は朝臣。官位は従四位下・播磨守、贈正四位下。

## 出自
賀陽氏（賀陽臣、賀陽朝臣）は吉備氏の一族で上道氏の同系氏族。備中国賀陽郡を本拠とした豪族。加夜国造家。賀陽郡の郡司や吉備津神社の神官を務めた家柄。

## 経歴
経書と史書に精通し、対策を甲第で及第する。石上宅嗣によって芸亭に招かれて学び、数年に亘って多くの書物について広く研究した。その文才は釈道融・淡海三船であっても及ばないと称えられた。
文章博士を経て、延暦16年（797年）東宮学士となり、皇太子・安殿親王（後の平城天皇）の教授に当たる（この時の位階は外従五位下）。平城朝では重用されて従四位下・式部大輔にまで昇進するが、天皇の寵愛を受けた藤原薬子が権勢を振るい、優れた人物が排斥されるようになっても、平素と変わらない様子で成り行きに任せ、沈黙を守ったという。のち、平城天皇が譲位し大同4年12月（810年1月）に平城京へ移った際にもこれに従わず、平安京に残った。大同5年（810年）9月に発生した薬子の変にも直接は関わっていないが、変後に式部大輔の官職を退いている。まもなく才能を惜しんだ嵯峨天皇の要請で播磨守に任ぜられたが、弘仁4年（813年）に病のため離任し、以後宇治の別荘で余生を送った。
宇治で病床に伏す中で、当地の古老から仁徳天皇と菟道稚郎子が、父・応神天皇の死後にお互いに皇位を譲り合った話を聞いて感動し、左大臣・藤原園人に請うて仁徳天皇の「地下（あの世で）の臣」となった。平城上皇と嵯峨天皇との対立をこの故事に重ね合わせての思いがあったのでは、と推測する説がある。
弘仁6年（815年）6月27日卒去。享年65。最終官位は播磨守従四位下。卒去にあたり、嵯峨天皇により仁徳天皇陵の近くに葬ることを許された上で、正四位下の贈位を受けて国華（国の名誉）として崇敬された。
『凌雲集』編纂に当たって小野岑守らは「当代大才」の彼に質問しており、同書に収められた漢詩作品は小野岑守と同数の13首で、嵯峨天皇に次いで多い。また『経国集』には5首収められている。

## 墓

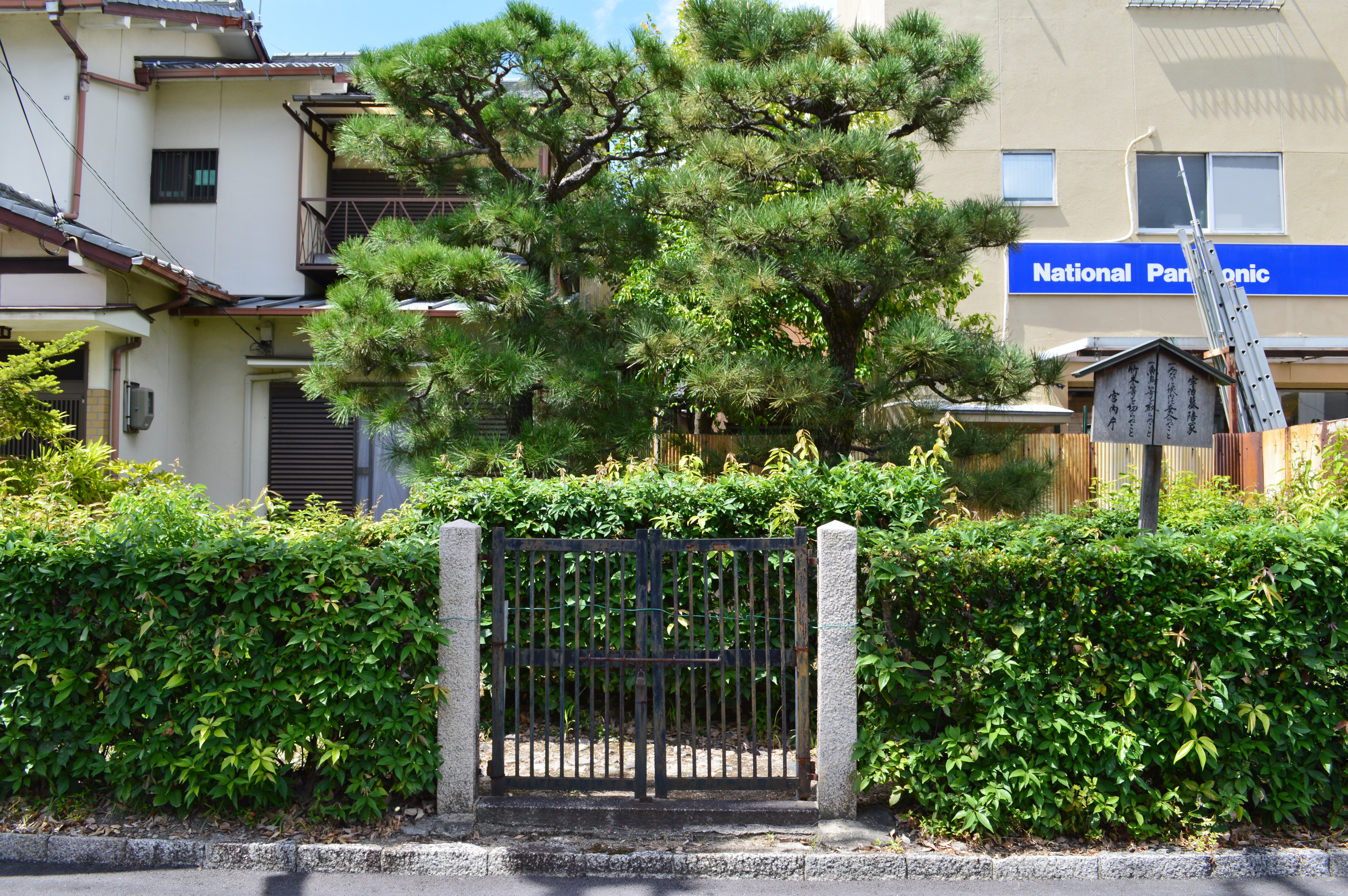
伝賀陽豊年墓（京都府宇治市）

賀陽豊年の最期は、『日本後紀』弘仁6年（815年）6月27日条に記載されている。これによれば、豊年は病で宇治別業に居た時、仁徳天皇と宇治稚郎（菟道稚郎子）とが皇位を譲りあった話を聞き感動した。そして「地下之臣」になることを望んだため、勅により「陵下」への埋葬が許可されたという。
一般に「陵」は天皇陵、「墓」は皇族墓を指すことから、上記の「陵」は仁徳天皇の陵と解釈されるが、一方で文脈上から菟道稚郎子の墓と解釈する説もある。明治22年（1889年）に京都府宇治市の丸山古墳が宮内省（現・宮内庁）によって菟道稚郎子の墓（宇治墓）に治定された際には、後者の解釈に基づき、当時「浮舟の古跡」と称されていた小墳が賀陽豊年の墓と仮託されたうえで、宇治墓のい号陪冢の「伝賀陽豊年墓」として治定されている（北緯34度53分51.29秒 東経135度48分23.29秒 / 北緯34.8975806度 東経135.8064694度）。

## 人物
豊年は堅く信念を持って信義を守り、何に対しても屈服するところがなかった。また知己以外と交際することを好まなかった。さらに身分が高いことを嫌い、ある時に友人の小野永見を訪ねた際には「公」という字を書いて「白眼対三公」（蔑む目つきで大臣に対う）という漢詩を作ったという。また、人々からは、天爵（人徳）は余りあるが人爵（官位）が不足していた、と評されたという。

## 官歴
『日本後紀』による。
- 時期不詳：外従五位下。文章博士
- 延暦16年（797年） 2月9日：兼東宮学士
- 時期不詳：従五位下
- 延暦25年（806年） 4月18日：兼陰陽頭
- 時期不詳：従四位下。式部大輔
- 大同3年（808年） 5月14日：兼下野守
- 大同5年（810年） 9月16日：播磨守
- 弘仁6年（815年） 6月27日：卒去（播磨守従四位下）、贈正四位下